# San Miguel de Montañán
San Miguel de Montañán es una localidad del municipio de Joarilla de las Matas, en la provincia española de León aunque cerca ya de la linde con la de Valladolid. 
Su población es de 92 habitantes. Se encuentra a una altitud de 800 m s. n. m. y a una distancia de alrededor de 2 km de la capital del municipio. Sahagún de Campos, capital de la comarca en que se encuadra, se encuentra a unos 17 km.
Resulta difícil colegir el origen de esta pequeña localidad, de la que no aparece mención alguna en el monumental Diccionario geográfico-estadístico-histórico de España y sus posesiones de Ultramar de Pascual Madoz (1846-1850). Se sabe que el topónimo original del asentamiento era Villagán y que estaba localizado en las cercanías de un monasterio del cual hoy sólo queda algún resto y la ermita de Santa María del Páramo. De la imagen de la Virgen María venerada en esta ermita cuenta una popular leyenda que había de ser llevada a la vecina Joarilla, pero que, una vez alcanzado el límite entre ésta y San Miguel, los bueyes que tiraban del carro que portaba la talla se negaron a seguir adelante, y que tal es la razón del culto sanmigueleño a esta Virgen. Una vez cada cuatro años, una procesión recorre el camino de la iglesia parroquial a la ermita, donde se celebra una misa.
Entre su patrimonio arquitectónico, además de la antedicha capilla, destaca la iglesia, construida en ladrillo y similar a la de Joarilla, aunque de altura algo menor. Data del siglo XII y es de estilo románico-mudéjar. En su interior, destaca el retablo, con la imagen de San Miguel. Ante el altar hay una lápida dedicada a Doña Mencia Quijada, mujer de Don Diego Ramírez, señores de esta villa. Otros elementos históricos del pueblo son una vieja fuente y, enfrente de ella, la casa parroquial, de tapial y con capacho pero encalada de blanco, en cuya puerta cuelga un llamador de hierro de bella factura.
Como llegar:
Desde la ciudad de León siguiendo la carretera N-601 dirección Valladolid hasta llegar a Matallana de Valmadrigal.  Un par de kilómetros más adelante se gira a la izquierda tomando la carretera de Logroño N-120 y tras pasar otros dos pueblos Castrovega y Castrotierra, ambas de Valmadrigal, se gira en esta ocasión a la derecha tomando la carretera CV. 233 y después de pasar el pueblecito de Villeza, aproximadamente a dos km, se encuentra San Miguel de Montañán.
Es importante destacar que por esta misma carretera y situadas a ambos lados de la misma se encuentran dos preciosas lagunas denominadas: la de la derecha Villlagán  y la de la izquierda Vallejos. Son dos humedales cubiertos de juncos durante todo el año por lo que anidan en sus aguas, varios tipos de aves acuáticas.
Fiestas patronales
Tradicionalmente se celebraban las festividades de San Marcos el día 25 de abril, de San Miguel Arcángel el día 9 de mayo y de Nuestra Señora el día 9 de septiembre. Estas celebraciones han ido decayendo al disminuir el número de habitantes, por lo que ahora se celebra únicamente una fiesta el último fin de semana de agosto cuando el pueblo aún está repleto lleno de personas que acuden a pasar sus vacaciones de verano
Sin embargo la mayor celebración siempre fue, y sigue siendo en la actualidad, la Romería a la Ermita de la Virgen del Páramo situada muy cerca de la laguna Villagán. Esta festividad se celebra cada cuatro años y consiste en una peregrinación desde la Iglesia del pueblo hasta la Ermita llevando a hombros a la Virgen del mismo nombre,  procesión que va precedida por la espectacular Cruz Parroquial, el tradicional ramo de rosquillas y amenizada por dulzaineros. A la llegada a la Ermita se celebra una Misa Solemne al aire libre y posteriormente comida campestre en los aledaños de la ermita ya que acuden multitud de personas de toda la comarca.
Construcciones típicas:
Además de la Iglesia y la ermita son destacables las bodegas, que originariamente servían para la elaboración del vino que sus propias gentes consumían, pero que en el momento presente son los lugares preferidos para reuniones sociales donde se degustan suculentos platos preparados fundamentalmente con carne de caza.
El otro tipo de construcción que merece la pena destacar es el palomar, si bien es cierto que van quedando pocos en la zona. Es una construcción realizada en adobe y en cuyos tejados contienen unas oquedades por donde entran y salen las palomas para anidar y posteriormente alimentar a sus crías.
- Datos: Q6119461